# Ampallang
L'ampallang, també conegut com a palang («forrellat» a la llengua iban), terme que s'ha popularitzat gràcies a les històries de Doug Malloy, és un tipus de pírcing genital masculí que traspassa completament el gland del penis de manera horitzontal.

## Història
L'origen protomalai dels pírcings del penis és anterior al primer contacte dels europeus amb les tribus residents, entre altres països, a les Filipines i a Borneo.
A les Filipines, en particular, es va utilitzar un tipus de pírcing anomenat «bastó del penis», descrit a finals del 1590 al Còdex Boxer; segons Thomas Cavendish, la invenció d'aquesta pràctica a les Filipines es deu al fet que les dones, que la van introduir per prevenir la sodomia (la variant d'ampallang utilitzada a les Filipines és, de fet, una espècie de fibló o esperó).
A Borneo, diferents tribus fan servir l'ampallang, des de Sarawak fins a Sabah. En aquest cas, el pírcing genital té un propòsit tant ritual com eròtic. Pel que fa al primer propòsit, l'explorador holandès Anton Willem Nieuwenhuis, en el seu llibre titulat In Centraal Borneo: reis van Pontianak naar Samarinda (sobre el seu viatge a Borneo el 1897), parla d'aquesta manera, descrivint també el procediment original de l'aplicació d'un ampallang:
| «                          | Per tal d'obtenir el grau d'adult, els joves estan subjectes, així com la pràctica del tatuatge, a un altre ritual, anomenat «foradar el gland del penis». Aquesta operació procedeix com segueix: primer, el flux de sang en el gland es deté mitjançant la inserció del penis en els orificis de dues canyes de bambú diferents (o entre dues tires de bambú que es van doblegant) i després es mouen les canyes de manera que es desalineen els forats. D'aquesta manera, un cop fixades les canyes, el gland està literalment pressionat i, per tant, el fa menys sensible a la perforació duta a terme amb una agulla de coure; antigament s'utilitzava per a aquest propòsit un pal de bambú punxegut. Una vegada que s'ha fet la perforació es retiren les canyes, mentre que l'agulla queda en el forat practicat fins que es guareixi. Posteriorment, l'agulla de coure original es reemplaça per una altra (utang), que es fa servir en totes les ocasions, excepte quan es fan treballs pesants o operacions extenuants, que llavors es canvia per una agulla de fusta. Els homes particularment valents gaudeixen de la prerrogativa del cap per poder portar al penis un anell fet amb escates de pangolí i dents bisellades; de vegades també es fa un segon forat que travessa el primer. A més dels propis kayans, aquesta perforació també es practicada per moltes tribus de Malàisia ubicades en el curs superior del riu Kapuas. El dolor experimentat durant aquesta operació no sembla tan dolent, i només poques vegades té conseqüències greus, malgrat que la recuperació completa del penis sovint pot trigar un mes. | » |
| — Anton Willem Nieuwenhuis | |   |

Pel que fa al propòsit d'incrementar l'estimulació sexual entre els dos membres de la parella, en el cas de pírcings genitals que travessen el gland del penis, se sap que les dones del poble diak de Sarawak (Borneo) prefereixen als homes que porten un ampallang, argumentant que, en absència d'aquest, els preliminars serien «tristos» i «avorrits», i les relacions sexuals «apagades»:
| « | Les dones diak tenen dret a insistir sobre l'ampallang, i si l'home no ho accepta pot ser motiu de separació. Diuen que el sexe sense aquest artefacte és com l'arròs simple; amb això és com l'arròs amb sal. | » |

En un altre relat de l'antropòleg Tom Harrisson, que va passar gran part de la seva vida a Borneo i va entrevistar als indígenes sobre el tradicional ampallang, descriu:
| « | […] la funció d'aquest dispositiu és, per sobre de tot, afegir plaer sexual a les dones estimulant i ampliant les parets internes de la vagina. És, en aquest cas, per experiència pròpia, decididament reeixida. | » |

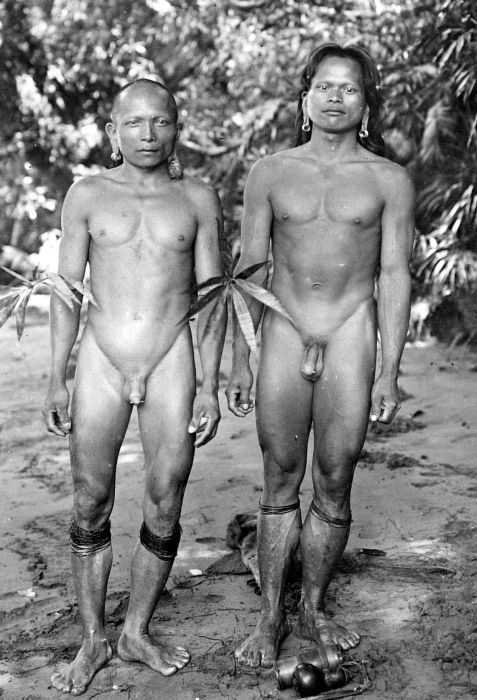
Dos Kenyah-Diak, amb un pírcing ampallang. Borneo, 1920
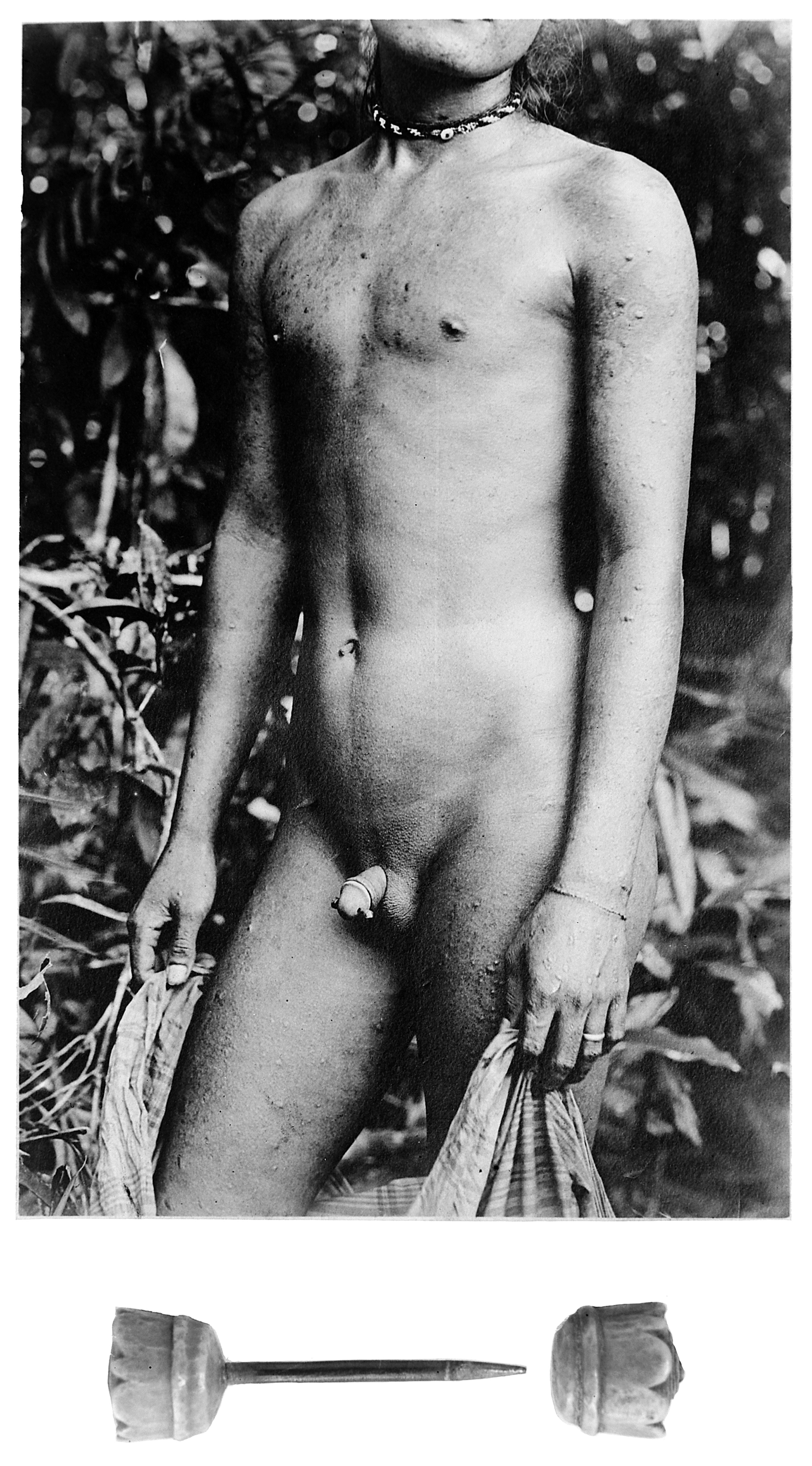
Fotografia d'un diak amb un pírcing ampallang (part superior). Vista detallada de la barreta tradicional (part inferior)

Sovint, juntament amb l'ampallang, també es feien servir extensions ornamentals de fusta ornamentals al gland del penis, sostingudes per la perforació.
A la societat occidental contemporània, abans de formar part de la cultura de masses a principis del segle xxi a través de la indústria de la modificació corporal, l'ampallang, així com altres tipus de pírcings genitals, es van fer populars a la comunitat gai i BDSM durant la dècada del 1980 i la dècada del 1990. A causa dels significats primordials esmentats anteriorment, aquesta perforació genital també va ser revifada a la dècada del 1980 per les anomenades comunitats primitives modernes. Inspirades en les descripcions etnogràfiques d'aquestes pràctiques tribals, aquesta subcultura va adoptar la pràctica de la perforació genital donant-li un significat d'individualització i espiritualitat.

## Variants
La perforació del gland del penis per a aquest tipus de pírcing, pot passar per la uretra (transuretral) (en aquest cas es parla d'un «ampallang europeu»), o sobre d'ella (en aquest cas s'anomena «ampallang americà»). Com s'ha esmentat, es tracta d'una perforació que es realitza al gland del penis, però també hi ha una versió en la qual traspassa el penis (i per tant els cossos cavernosos), en aquest cas, es denomina «ampallang del penis». La contrapart de ampallang és l'apadravya, que creua verticalment el gland. De vegades es realitza una combinació dels dos, coneguda com a «creu màgica».

## Aplicació i curació
L'ampallang és un tipus de pírcing considerat «extrem» i la seva aplicació pot ser extremadament dolorosa. A criteri del client, es pot practicar la perforació amb l'aplicació d'un anestèsic local o no. En general, s'aplica amb el penis en estat de repòs i la perforació aplicada és en forma de barra recta (straight barbell). Per evitar problemes durant l'erecció, el client ha d'avaluar la longitud de la perforació que s'ha d'aplicar quan el gland arribi a la mida màxima.
La recuperació completa del penis es produeix generalment en un període que oscil·la entre els quatre i els sis mesos, però que fins i tot pot arribar a assolir un any en el cas de l'ampallang americà. Durant el procés de curació, també es recomana, per a aquells que porten aquest tipus de perforació, abstenir-se de tenir relacions sexuals durant un període que oscil·la entre les sis setmanes i els sis mesos.
Després de la curació, el forat es pot ampliar mitjançant la inserció de barres amb un diàmetre gradualment major, fins a una mida de 10 mm.

## Joieria
Les barres rectes es porten gairebé exclusivament en l'ampallang, tant inicialment com després de la seva curació. Les joies han de ser prou llargues com per acomodar l'expansió del penis durant l'erecció, amb el risc d'excés de molèsties per al portador. Després de la curació inicial es pot estirar la perforació i inserir joies més grans, aconseguint mides fins als 10 mm de diàmetre.

## Perills per a la salut
Els principals riscos per a la salut es produeixen durant l'aplicació de la perforació i durant el procés de curació. La no adopció d'una higiene adequada durant el procés d'aplicació pot comportar el risc de contraure malalties transmeses per la sang, mentre que aquesta manca durant el procés de curació pot provocar infeccions. Depenent de la posició de la perforació, el sagnat pot ser més o menys abundant tant durant la realització de la perforació com durant la curació; per exemple, atès que un ampallang de l'eix del penis travessa els cossos cavernosos, la seva aplicació causa generalment una pèrdua de sang més gran que la causada per un ampallang tradicional. El risc de contraure infeccions també depèn de la posició de la perforació; per exemple, en el cas de l'ampallang europeu (és a dir, el que també passa per la uretra), durant el període de curació, aquesta probabilitat es redueix pel flux continu d'orina estèril.
Si aquest pírcing és transuretral, pot desviar el flux de l'orina, obligant al portador a seure o prendre altres mesures durant la micció. El pírcing deixarà una fístula, que pot romandre fins i tot si es retira la joia i es permet que el teixit curi.
Alguns metges creuen que els pírcings genitals masculins que afecten el gland augmenten el risc de transmissió de malalties de transmissió sexual, ja que fan que la protecció que ofereix el preservatiu sigui menys efectiva. En dues enquestes diferents, entre el 5 i el 18% dels homes amb perforacions genitals tenien «problemes amb l'ús de condons», encara que no estava clar quants d'ells els usaven amb regularitat. Finalment, no hi ha hagut cap conclusió definitiva sobre l'augment del risc de contraure malalties de transmissió sexual si es fa servir, o si la seva parella utilitza, una perforació genital d'aquest o d'altres tipus.
És possible que aquest pírcing perjudiqui o danyi les dents o el paladar tou durant el sexe oral.

## Funcions
Més enllà de les raons estètiques, les perforacions del gland solen ser usades també per augmentar l'estimulació sexual als dos membres de la parella. Segons els seus usuaris, l'ampallang és especialment eficaç per augmentar l'estimulació de la parella penetrada quan es tracta de relacions anals; pel que fa a les relacions vaginals, de fet, el més adequat per al propòsit esmentat sembla l'apadravya.